# Сжигатель трупов
«Сжигатель трупов» (чеш. Spalovač mrtvol) — чехословацкий чёрно-белый фильм 1969 года, снятый Юраем Герцем по одноимённой повести (роману) Ладислава Фукса (в русском переводе повесть выходила под названием «Крематор»). Главный герой фильма, действие которого разворачивается во второй половине 1930-х годов, — служащий пражского крематория Копферкингель, который проходит путь от добропорядочного семьянина до члена нацистской партии, убийцы и будущего работника лагерей смерти. Фильм выдвигался на премию «Оскар» за лучший фильм на иностранном языке на церемонии 1970 года, однако не был номинирован.

## Сюжет
Действие происходит в Праге накануне Второй мировой войны. Главный герой — работник крематория Карел Копферкингель, добропорядочный чешский мещанин, женатый на Лакме, у них двое детей-подростков, Зина и Миливой. Копферкингель не пьёт и не курит, любит классическую музыку и считает свою работу очень важной, он часто рассуждает о преимуществах кремации и напоминает себе и другим, что этим закончится жизнь любого человека.
Семья посещает зоопарк, где семнадцать лет назад Копферкингель познакомился с будущей женой у клетки с леопардом. Позже он устраивает в ресторане вечер для знакомых, куда приглашает и продавца кондитерских изделий, еврея Штрауса, которому предлагает рекламировать услуги крематория. Также Копферкингель произносит речь о преимуществах кремации, которая, по его мнению, соответствует библейскому изречению о том, что человек прах и в прах же обратится. Он показывает собравшимся свою любимую книгу о Тибете и далай-ламе, которую он любит читать на досуге. Во время встречи со своим старым приятелем, немцем Рейнке, химиком по профессии, с которым они когда-то воевали в Австрии, Копферкингель узнаёт, что Рейнке является членом партии и убеждён, что будущее за Гитлером. В багетной мастерской Копферкингель покупает несколько картин, чтобы украсить квартиру, в том числе ванную комнату, которую он считает самым красивым местом в доме. Среди картин есть портрет президента Никарагуа Эмилиан Чаморро, однако Копферкингель заклеивает подпись, называя картину портретом французского министра Луи Марена. Позже семья Копферкингель посещает ярмарку и музей восковых фигур, в котором представлены главным образом сцены убийств и пыток.
Копферкингель регулярно тайно навещает доктора Беттельхайма, живущего в том же доме: он делает анализ крови, чтобы узнать, не болен ли он и не может заразить Лакме какой-то болезнью, при этом перед доктором Копферкингель всегда подчёркивает, что верен своей жене. Впоследствии оказывается, что Копферкингель регулярно посещает одну и ту же даму по имени Дагмар в борделе, замаскированном под массажный салон. В крематорий приходит новый сотрудник, которого Копферкингель знакомит с порядком работы. Привратник крематория предлагает Копферкингелю в обмен на морфий купить у него коллекцию насекомых. Копферкингель берёт коллекцию, но говорит, что его знакомый химик, у которого он может выписать морфий, пока в отъезде. По просьбе Рейнке Копферкингель посещает синагогу, чтобы послушать, что говорят евреи о происходящих событиях.

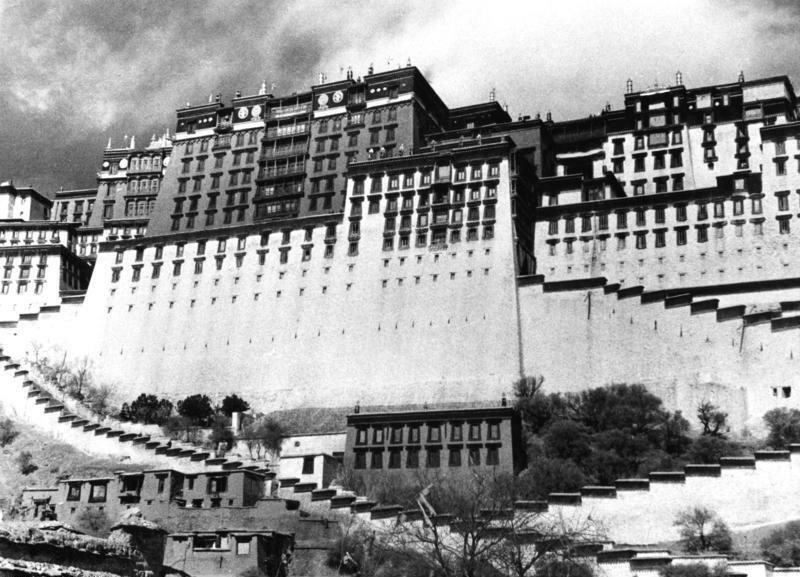
Буддийский дворец Потала, который появляется в видениях героя

Между тем, события идут своим чередом: правительство объявляет всеобщую мобилизацию, происходит Мюнхенское соглашение, затем аннексия Судет и подготовка Третьего Рейха к большой войне. Рейнке предлагает Копферкингелю также вступить в партию, и тот соглашается. Под влиянием Ренке он уверивается в том, что его жена наполовину еврейка, поскольку однажды на Рождество она приготовила фаршированного карпа. Сам же он начинает себя всё больше ощущать немцем. При вопросах Рейнке о том, каковы настроения у работников крематория и у других знакомых Копферкингеля, он рассказывает об антинемецких высказываниях и в целом о ненадёжности окружающих его людей. Это приводит к тому, что многих знакомых Копферкингеля арестовывают. Сам он становится директором крематория, который он называет Храм смерти. Он вешает свою жену в петле в ванной комнате, кремация жены становится первой, которую он проводит в должности директора. Но ему не даёт покоя тот факт, что, как он теперь считает, его дети на четверть евреи. Он приглашает сына посмотреть на крематорий и, убив его железной палкой, кладёт в гроб к мертвецу, предназначенному для кремации. Немцы планируют привлечь Копферкингеля как опытного крематора к новому проекту, в котором потребуется его опыт: имеется в виду массовое умерщвление людей в лагерях смерти. Время от времени Копферкингелю представляется, что к нему приходит буддийский монах и, обращаясь к нему «римпоче», призывает его стать спасителем мира. Когда Копферкингель, решив сжечь дочь Зину в крематории, пытается убить её, она вырывается и выбегает на улицу. Ко входу подъезжает автомобиль, который должен увезти Копферкингеля для исполнения его нового предназначения. В автомобиле Копферкингель рассуждает о том, что он всех спасёт от мук.

## В ролях
- Рудольф Грушинский — Карел (Роман) Копферкингель
- Власта Храмостова — Лакме (Мария) Копферкингель / Дагмар
- Яна Стегнова — Зина
- Милош Вогнич — Миливой
- Илья Прахарж — Вальтер Рейнке
- Зора Божинова — Эрна Рейнке
- Эдуард Когоут — доктор Беттельхайм
- Иржи Менцель — Дворжак
- Мила Мисликова — женщина в шляпке
- Владимир Меншик — муж женщины в шляпке
- Наташа Голлова — миссис Айрис
- Иржи Лир — Штраус
- Гелена Анызова — Смерть / эпизодические роли

## Создание
Фильм стал второй режиссёрской работой Герца. Его заинтересовало название романа Фукса, однако по прочтении он был разочарован. Тем не менее, Фукс два года работал над сценарием, и в 1968 году фильм был снят, его завершение происходило уже во время советского вторжения в ЧССР.
Важным компонентом фильма для Герца стал особый юмор, который он сам обозначил как юмор ужаса (a horror humor). По мнению Герца, чистым фильмом ужасов «Сжигатель трупов» не является, скорее это психологический триллер или психологический хоррор.
Многие годы спустя в интервью Герц признавался, что «Сжигатель трупов» был единственным фильмом, который получился таким, как он хотел (в остальных фильмах цензура исключала те или иные сцены). Исключение составила лишь одна сцена, это был финал фильма. В ней действие происходило уже во время советского вторжения в ЧССР: два человека в кафе вспоминают Копферкингеля, недоумевая, что с ним могло стать. Затем происходит взрыв, после чего лицо улыбающееся Копферкингеля появляется в толпе. Этот вариант концовки был снят и показан директору студии, но тот не одобрил его, и отснятые материалы, вероятно, не сохранились.
Вскоре после выхода фильм был запрещён, а сам Герц уехал в Словакию, где получил заказ на телефильм. С Фуксом Герц впоследствии написал ещё два сценария.

## Награды
- 1969 — Приз «Трилобит» Чешского союза сотрудников кино и телевидения (FITES) — лучшая режиссёрская работа, лучшая операторская работа[4]
- 1972 — Кинофестиваль в Сиджесе — лучший фильм, лучшая главная роль, лучшая операторская работа[5]

## Отзывы
В интервью Герц вспоминал о том, как по-разному воспринимали фильм во время показов в разных странах: в Праге люди были подавлены, в Словакии зрители смеялись, в Нидерландах фильм воспринимался как чистая комедия, а в Италии люди после просмотра тут же бежали в бар, потому что сама по себе кремация в их стране невозможна и ужасна.
По словам Дмитрия Волчека, картина Герца сейчас «смотрится так, словно её сняли вчера, поскольку суммирует эксперименты прежних киноэпох — от экспрессионизма 20-х до Годара и Сейджуна Сузуки — и в то же время наделена такой магической силой, что невозможно назвать её подражанием и втискивать в контекст чешского кино 60-х».